# 伊拉克内战
伊拉克内战（英語：Iraqi insurgency）指的是2011年美军撤离伊拉克之后，其他伊拉克遜尼派武裝組織以及遜尼派伊斯蘭恐怖主義组织伊斯蘭國与伊拉克政府之间的战争。2011年至2013年期間，衝突以其他伊拉克遜尼派武裝組織襲擊什葉派群眾和什葉派領導下的伊拉克政府為主。2014年内战擴大，伊斯蘭國武裝分子於1月初攻佔了以遜尼派為多數的城市費盧傑。6月時戰火更波及伊拉克北部和中部大部份地區。伊斯蘭國在短短幾星期內便攻陷了伊拉克北部大片地區，包括伊拉克第二大城市摩蘇爾、中部大城提克里特和北部城市泰勒阿費爾在內的數個伊拉克城市，並進迫首都巴格達。數百萬伊拉克人因戰火而流離失所，文物及美索不達米亞文明的遺址不少亦遭到摧毀。

## 过程

### 2011年
- 12月15日，美军于巴格达举行降旗仪式。[10]
- 12月18日，最后一批美军撤离伊拉克。
- 12月22日，在伊拉克首都巴格达，发生了一系列炸弹袭击事件，造成72人死亡196人受伤。[11]

### 2012年

#### 1月至6月
- 1月5日，在巴格达和纳西里耶，一连串的爆炸事件造成了73人死亡，149人受伤。在伊拉克南部城市針对什叶派穆斯林群体造成的爆炸事件造成了至少44人死亡，80人受伤。ISIS声称对此事负责。
- 1月14日，在巴士拉，一个自杀式袭击着在什叶派朝圣的人群中引爆了炸弹，造成53人死亡，141人受伤。
- 1月27日，在巴格达的一个送葬队伍被自杀式袭击者袭击，造成了32人死亡，70余人受伤。[8][8]
- 2月23日，在伊拉克的15个城市发生了一连串爆炸事件，共造成83人死亡，超过250人受伤。两天后伊拉克伊斯兰国声称对此事负责。
- 3月5日，在安巴尔省，一个伪装团伙携带伪造证件打死27名警察，之后又悬挂了基地组织的战旗。[12]
- 3月20日，一波在巴格达和卡尔巴拉进行的攻击事件（英语：20 March 2012 Iraq attacks）打死至少52人并造成超过250人受伤。伊拉克伊斯兰国声称对此负责。[12]
- 4月19日，在伊拉克各地发生了20多起炸弹爆炸事件，造成至少36人死亡，炸伤近170人。ISIS声称对此事负责。[13]
- 6月4日，在巴格达一个什叶派基金会办公室里，一名自杀式袭击者杀害了26人，造成近200人受伤。之后在巴格达的中心地点，一个逊尼派宗教基金会遭到袭击，但没有人员伤亡。[14]
- 6月13日，一系列有组织的袭击事件（英语：13 June 2012 Iraq attacks）在伊拉克各地发生，共造成至少93人死亡，超过300人受伤。ISIS声称对此事负责。[15]

#### 7月至12月
- 7月3日，在迪瓦尼耶、卡尔巴拉、塔吉和图兹胡尔马图分别发生爆炸，造成40人死亡122人受伤。[16]
- 7月22日，在巴格达、马赫穆迪亚和纳杰夫发生的汽车炸弹袭击事件造成了23人死亡，74人受伤。[17]
- 7月23日，在伊拉克各地发生了一系列袭击事件（英语：23 July 2012 Iraq attacks），共造成116人死亡，299人受伤。ISIS声称对此事负责。[18]
- 7月31日，横跨伊拉克袭击事件造成24人丧生61人受伤，其中大部分死于在巴格达的双胞胎汽车爆炸袭击事件。[19]
- 8月13日，一起在伊拉克全国发生的袭击（英语：16 August 2012 Iraq attacks）共造成至少128人死亡，超过400人受伤。[20][21]
- 9月9日，在伊拉克全国发起的一波攻击（英语：9 September 2012 Iraq attacks）中，有至少108人丧生，370人受伤。[22][23][24][25][26]
- 9月30日，伊拉克至少10个城市遭到袭击，共造成37人死亡，打伤90余人，其中大多为平民。[27]
- 10月27日，发生在古尔邦节的袭击事件造成在各地度假的人被打死至少46人，打伤123人，主要发生在巴格达、塔吉、摩苏尔和米格达迪耶。[28]
- 10月28日，古尔邦节的最后一天，在首都巴格达发生的一起汽车炸弹爆炸事件共造成了15人死亡，33人受伤。[29]
- 11月6日，一个汽车炸弹在塔吉的陆军军事基地外爆炸，炸死31人，炸伤至少50人，其中大部分为士兵。这次爆炸的主要受害者为即将离开军事基地的部队以及参与军队面试的潜在的新兵。[30][31]
- 11月14日，武装分子在伊斯兰新年前夕发动了一场攻击，共造成29人死亡，至少194人受伤。其中最严重的事故发生在基尔库克和希拉，至少七起爆炸事件造成19人死亡129人受伤。其他攻击发生在巴格达、摩苏尔、库特、费卢杰和巴古拜。[32]
- 11月27日，七个汽车炸弹在伊拉克各地爆炸，共造成了至少29人丧生，126人受伤。[33]
- 12月16日-17日，为期两天的跨越伊拉克北部和中部的连续袭击事件造成了至少111人死亡299人受伤。其中在基尔库克、巴格达和图兹胡尔马图的一系列爆炸造成了34人死亡，154人受伤。其他遭受袭击的地方主要为摩苏尔、塔尔米耶（英语：Al Tarmia）、迪瓦尼耶、杜贾尔村、提克里特和巴古拜等。此次袭击主要针对警务人员和伊拉克军队成员。[34][35][36]
- 12月21日，逊尼派抗议（英语：2012–14 Iraqi protests）开始。当日，逊尼派的财政部长拉菲·埃萨维（英语：Rafi al-Issawi）在家里遭到袭击，他的数十名保镖被逮捕[37]。在当月23日，几千名伊拉克人集会抗议总理努里·馬利基，以回应他对的举动对总统塔里克·哈希米和其他逊尼派领导人的影响。[38]

### 2013年

#### 1月至6月
- 1月3日，在穆赛伊卜（英语：Musayyib），一个汽车炸弹袭击了准备返回卡尔巴拉的什叶派朝圣者，共造成28人死亡，60人受伤。在巴格达，一枚路边炸弹在一辆面包车旁爆炸，导致4名朝圣者死亡，15人受伤。[39][40]
- 1月15日至16日，15日，在費盧傑的一次自杀式袭击造成了一名吏属于伊拉克之子并且反对总理努里·馬利基的逊尼派国会议员和6名其他受害者死亡。两天后，伊拉克财政部长拉菲·埃萨维（英语：Rafi al-Issawi）在同一城市遭到的袭击中幸存。[41]16日，在基尔库克的库尔德民主党总部旁，一名自杀式袭击者引爆了一辆装满炸药的卡车，造成了26人死亡204人受伤。另一个类似事件发生在图兹胡尔马图，造成了5人丧生40人受伤。当天的路边炸弹还在巴格达、提克里特和拜伊吉造成至少24人死亡，44人受伤。[42][43]
- 1月22日至23日，22日，在巴格达及其周边发生了一波袭击，造成了至少26人死亡58人受伤。爆炸和枪击不仅发生在首都，也同时在塔吉、马赫穆迪亚发生。[44]第二天，在圖茲胡爾馬圖一个自杀式袭击者在一个政治人物亲属的葬礼上引爆了炸弹，导致42人死亡，75人受伤。当天还发生的跨越伊拉克中部、北部的袭击造成了7人死亡及8人受伤。[45][46]
- 1月25日，在費盧傑，逊尼派穆斯林反对总理努里·马利基的示威行动变成了地狱，士兵向扔石头的民众开枪，导致7人死亡，超过70人受伤。随后在費盧傑东郊发生的枪击报复事件导致3名士兵死亡。安全部队开始在高度紧张的时刻进驻，并且开始实施宵禁。在一份聲明中，马利基敦促双方保持克制，并指责在这一事件上不守规矩的抗议者。他还警告说，“一个崛起中的基地组织或恐怖组织可能正在试图利用”这起事件带来的紧张氛围。[47][48]
- 2月3日，一枚自杀式汽车炸弹在基尔库克的省属警察总部旁爆炸，造成至少36人死亡105人受伤。該市的警察总长贾迈勒·塔希尔少将也在爆炸中受傷，这位少将曾经在两年前的恐怖袭击事件（英语：List of terrorist incidents, January–June 2011#February）中幸存。另外有三位袭击者在试图向安全部队投掷手榴弹前被打死。若干在这起事件中幸存的官员报告说第一个袭击者开着警車和穿着警察制服，当警卫在门口确认其身份时，袭击者引爆了炸弹。[49][50]
- 3月4日，阿卡夏特伏击发生，一支由伊拉克军队所护卫的叙利亚政府军车队遭到攻击，导致48名叙利亚人和13名伊拉克人死亡。[51]3月11日，伊拉克伊斯兰国承认此次袭击由该组织发起。[52]
- 3月19日，在首都巴格达和伊拉克中部、北部的几个主要城市发生的一系列袭击事件（英语：19 March 2013 Iraq attacks）致使至少90人死亡，240人受伤。这次袭击主要针对什叶派平民，时间临近伊拉克战争发起十周年。伊拉克伊斯兰国后来声称对这次袭击负责。[53]
- 4月1日，一枚油罐車炸弹在提克里特的警察总部爆炸，使得至少42人死亡67人受伤。当天一伙武装分子袭击了安巴尔省临近阿卡兹的一座油田，杀死2名工程师后绑架了第三个人。当天发生的其他袭击还造成了摩苏尔的一名监狱典狱长死亡，包括图兹胡尔马图市长和至少4名记者在内的11人受伤。[54]
- 4月6日，一名自杀式袭击者袭击了在巴古拜的逊尼派政治集会，导致22人死亡55人受伤。发生在伊拉克的其他袭击事件导致7人死亡9人受伤，其中大多数为安全部队成员。[55]
- 4月15日，2013年伊拉克省级选举（英语：Iraqi governorate elections, 2013）若干天前，在超过20个城市发生的一连串爆炸事件导致至少75人死亡350人受伤。[56]
- 4月23日至26日，23日，伊拉克军队对基尔库克城西哈维贾镇（英语：Hawija）的示威者营地发动攻击，致使伊拉克各地发生了大量致命冲突和报复行为（英语：2013 Hawija clashes）。[57]根据军官所言，该次攻击主要针对逊尼派武装分子纳克什班迪教团军队，该武装参与了抗议活动。这次事件导致42人死亡153人受伤，其中大部分为抗议者，只有3名士兵死亡，7名士兵受伤。[57][58]这次事件引发的报复性袭击很快席卷全国。伊拉克教育部长穆罕默德·塔米姆因为在其岗位上响应军队的行为而辞职，接着是科技部长阿卜杜勒·凯里木·萨马拉伊。[57]纳克什班迪教团叛军随后占领了巴格达北部170公里处的苏莱曼贝科（Sulaiman Bek）镇。在25日与安全部队进行了大规模交火后，占领该镇一天的叛军边抵抗边撤离。持续4天的交火导致超过340人死亡600人受伤。[59][60][61][62]5月3日，联合国迫使伊拉克政府公开这次事件的具体数据表明，该年4月该国因为暴力袭击发生的死亡人数超过自2008年6月以来的任何一个月，包括117名安全部队成员在内的712人在这个四月死亡。[63]
- 5月15日至21日，一系列的爆炸事件主要在伊拉克的中部和北部发生，另外伊拉克南部和极西地区也发生了零星的袭击事件。这次持续将近一周的袭击共造成了至少449人死亡，732人受伤。[64][65][66][67][68][69][70]
- 5月20日，伊拉克政府军发起幻影行动，通过清除伊拉克与叙利亚及约旦之间的激进分子来切断基地组织伊拉克分支机构与叙利亚努斯拉陣線之间的联系。[71]
- 5月27日，在巴格达发生了一系列爆炸事件（英语：27 May 2013 Baghdad bombings），造成71人死亡，220余人受伤。[72]
- 6月10日，伊拉克中部和北部地区发生了一系列爆炸、枪击事件（英语：10 June 2013 Iraq attacks），造成至少94人死亡，近300人受伤。[73]
- 6月16日，在伊拉克各地发生的一系列袭击事件（英语：16 June 2013 Iraq attacks），造成至少54人死亡，170余人受伤，其中大部分受害者位于伊拉克南部地区。[74]

#### 7月至12月
- 9月21日，一系列汽车和自杀式爆炸袭击（英语：21 September 2013 Iraq attacks）发生在伊拉克中部和北部地区，其中最大的一起攻击针对的是在巴格达的一个什叶派主要聚集地举办的葬礼。这次袭击共造成至少115人死亡，超过200人受伤。[75]
- 11月1日，联合国表示，伊拉克在该年10月共有979人因为暴力袭击死亡，这一数字与9月份的相同。[76]
- 12月1日，伊拉克卫生部长和国防部长声称包括852名平民、53名警察和43名士兵在内的948人在当年11月死于暴力袭击事件。联合国后来指出，超过8000名伊拉克人在2013年因为暴力冲突失去了生命。[77][78][79]
- 12月4日，在基尔库克省，安全部队与试图攻占情报机构的袭击者交火，导致2人死亡70人受伤。[80]
- 12月8日，发生在伊拉克全境的汽车炸弹袭击事件造成了至少39人死亡，超过120人受伤。[81]
- 12月10日，在伊拉克的迪亚拉省发生了两次致命袭击造成至少18人死亡，其中发生在巴古拜的袭击造成11人死亡。[82][83]
- 12月14日，据医院和警方的消息，当日在各地举行的什叶派的一个重要的仪式被炸弹和枪支袭击，导致大部分属于什叶派穆斯林的14人死亡。[84]
- 12月15日，在伊拉克，有7人被若干起无关的袭击杀死。在萨阿迪耶（Saadiyah）市一个政府雇员和他的妻子以及三个孩子被发生在他家里的炸弹爆炸炸死。另一起袭击事件发生在巴古拜附近的一个村庄，一名萨赫瓦（Sahwa）军事集团的成员被枪杀，该军事集团受到伊拉克政府的支持。[85]
- 12月16日，据警方的消息，一群武装分子首先使用汽车炸弹袭击了位于提克里特的市议会大楼，然后占领了该建筑，有一名市议员和两名警察在这起事故中丧生。[86]伊拉克安全部队随后包围了该建筑。随后安全部队与武装分子发生了交火，有三名警察和三名武装分子死亡。当天的另一起事件中，枪手杀害了在提克里特石油管道附近站岗的三名士兵。

当天在摩苏尔的一辆公共汽车上的12人被武装分子杀害。另外，在巴格达，五个汽车炸弹和一个吸附在一辆车上的黏性炸弹爆炸，造成至少17人死亡，超过40人受伤。

### 2014年

#### 1月至6月

##### 安巴爾衝突
伊拉克和黎凡特伊斯蘭國的民兵於2013年12月30日起於安巴爾省爆發軍事衝突。2014年1月初，ISIS更奪取了遜尼派重鎮費盧傑的控制權。

##### 2014年6月伊拉克北部攻勢
2014年中，内戰演變成更大規模。6月6日，伊斯蘭國於伊拉克北部尼尼微省發動攻擊。6月10日，ISIS控制了尼尼微省全境及其首府摩蘇爾。防禦摩蘇爾的政府軍士兵被指於戰爭中拋下自己軍服和武器，並逃離自己的崗位。摩蘇爾約有50萬居民淪為難民，逃往南面的巴格達和東面的伊拉克庫德斯坦。不少被俘的政府軍士兵於斯派克營(COB Speicher)遭到IS的處決。
6月12日，政府軍棄守北部主要油田基爾庫克，伊拉克庫爾德族武裝部隊順勢接管了當地。
11日，提克里特被IS攻下。隨後，IS亦成攻佔北部城市泰勒阿費爾，並一路南下逼近首都巴格達。政府軍與遜尼派武裝在巴格達郊外的巴古拜爆發激戰。6月18日，ISIS攻入首都巴格達北部210公里處的拜伊吉煉油廠。為爭奪此伊拉克最大煉油廠，政府軍與遜尼派武裝爆發激戰。
與此同時在西部，6月21日，IS於黎明前奪取了西部邊境城鎮加伊姆（Qaim）。伊拉克政府軍撤離當地邊防站。武裝分子因此可以攜帶武器於伊拉克及敘利亞兩國間自由出入，加強了他們向伊拉克中心地帶輸送人員和補給的能力。西部城市魯特拜亦被攻佔。隨後，伊拉克的遜尼派激進武裝又佔領了多兩個邊界關卡。一個關卡在敘利亞邊界，另一個在約旦邊界。
其後，敘利亞軍機於24日空襲了伊敘邊界加伊姆通道伊拉克一側的目標，並空襲了在伊拉克境內更遠處的西部城市魯特拜。伊拉克總理努里·馬利基對敘利亞空襲IS武裝目標，表示歡迎。
6月28日，政府軍向北部城市提克里特的遜尼派武裝分子發動了一次反擊。雙方爆發激戰。政府軍直升機對提克里特展開輪番空襲。當日，政府軍遭到頑強抵抗，被迫撤到附近一座小鎮。第二天，政府軍的地面部隊再一次向提克里特推進。
聯合國稱，2014年的叛亂至六月底已造成了超過100萬伊拉克人流離失所。

### 2014年8月

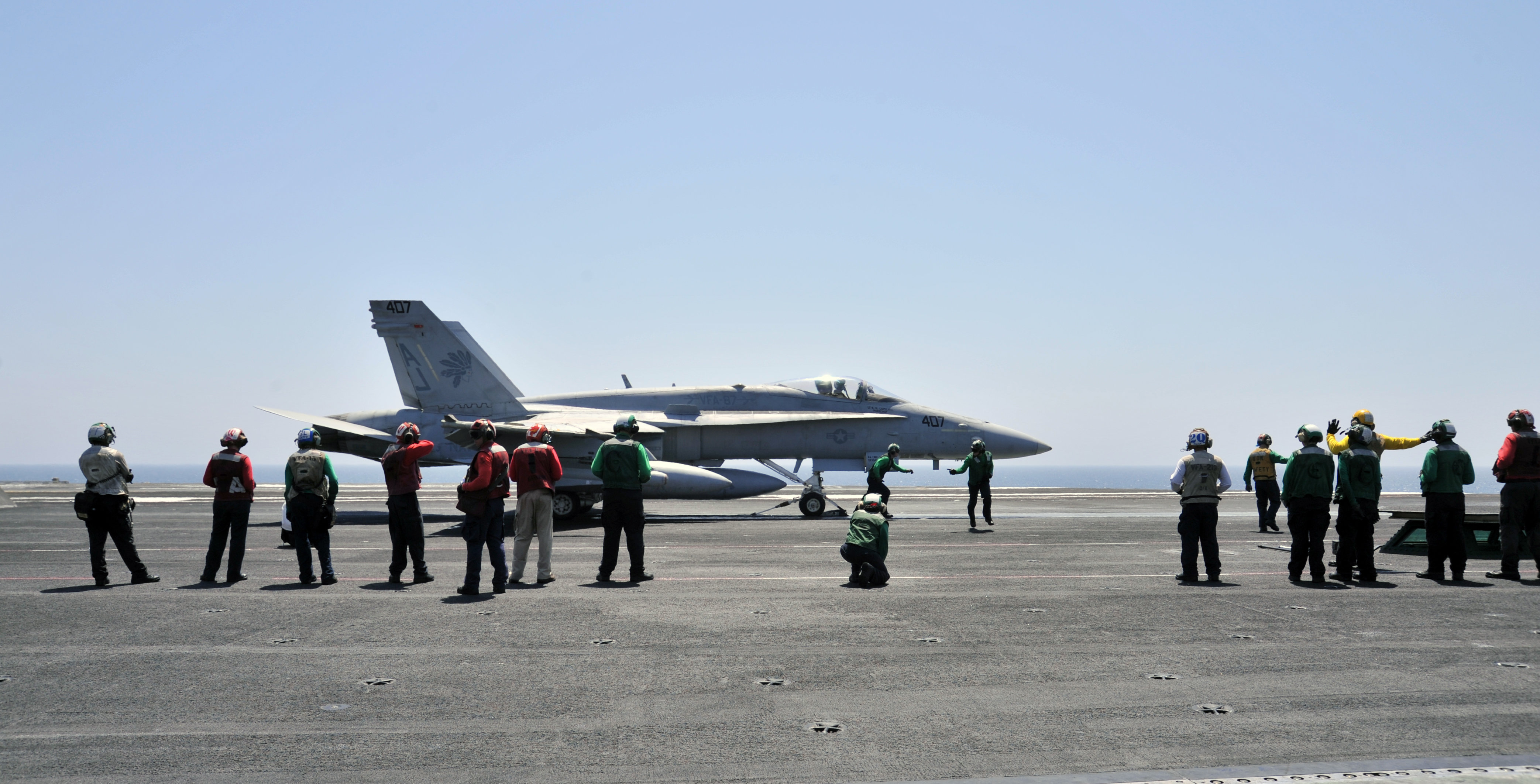
布希號航空母艦上正準備出發的F/A-18戰鬥機

在8月初時，ISIS在尼尼微省與庫爾德武裝部隊發生激烈交火。最終，庫爾德武裝部隊“自由斗士”先後在祖马尔镇（Zumar）和辛賈爾鎮（Sinjar）被擊潰，被迫撤出當地。聯合國表示，多達200,000名平民在衝突中被迫逃離家園。辛賈爾鎮當地雅茲迪教派的兩個聖地已經被ISIS搗毀。祖马尔鎮兩個附近的油田亦落入ISIS手中，這使他們的軍事行動有了更多的資金來源。在庫爾德部隊撤離後，ISIS也控制了摩蘇爾水壩。摩蘇爾水壩是伊拉克最大的水壩，為摩蘇爾提供大部份的電力。
在庫爾德人武裝8月6日撤離尼尼微省的克拉克斯（Qaraqosh）後，ISIS一夜間佔領了該市。克拉克斯是伊拉克基督教社區最大的城鎮，有多至四分之一的居民為基督教徒。過萬名伊拉克基督教徒已逃離家園，到庫德斯坦自治區避難。與此同時，在辛賈爾鎮淪陷後，4萬名雅茲迪教派教徒被困辛賈爾山，缺乏食物和水等資源。
美國警告說，伊拉克境內的少數民族境況正變成「人道災難」。8月7日，美國總統奧巴馬表示，他已授權對伊拉克北部的伊斯蘭極端武裝ISIS目標實施定點空襲，及對受到伊斯蘭極端武裝ISIS威脅的伊拉克地區提供人道援助的空投。奧巴馬表示，美國的空襲將瞄凖伊斯蘭極端武裝ISIS士兵，他們一旦向埃爾比勒進發，就將遭到空襲。
8月8日，美國五角大樓稱，美軍已經開始對伊拉克北部的ISIS目標實施空襲。兩架美國F/A-18戰鬥機已經在埃爾比勒附近進行首輪空襲，對ISIS的火炮和拖帶其的卡車投下500磅的激光制導炸彈。同日，美軍再對ISIS又發動了兩次空襲。出動了無人駕駛飛機及F/A-18戰鬥機，分別擊中了ISIS的迫擊炮陣地及車隊。並且以三架軍機總共向伊拉克難民空投了72包人道主義物資，共3.6萬個餐盒與3萬公升飲用水。
次日，美軍再進行了新一輪的四次空襲行動，以戰鬥機和無人機摧毀了包圍辛賈爾山的一批ISIS的裝甲運兵車和卡車。
8月10日，首批的英國人道主義物資被空投至辛賈爾山的難民。美軍在埃爾比勒再進行了五輪的空襲行動，在美軍支援下庫爾德武裝部隊亦順勢展開反攻，奪回埃爾比勒附近兩個小鎮——馬克穆爾（Makhmur）與葛沃（Gwer）。
在過去三天，在美國的空襲行動和庫爾德部隊幫助下，數千名雅茲迪人逃脫包圍，步行穿過敘利亞領土來到庫爾德人控制下的伊拉克邊境城鎮費希哈布爾(Fishkhabour)，但仍有過數千名雅茲迪人被困在山上。8月12日，大約十幾名美國海軍陸戰隊和特種作戰部隊士兵抵達伊拉克北部的山區，並在那裡待了24小時，以評估難民的狀況。美國國防部根據他們的回報表示，辛賈爾山被圍困平民的人道狀況已經得到了很大的改善，仍然被困的難民比預期要少，許多雅茲迪人已經逃離了辛賈爾山。
8月15日，庫爾德官員表示ISIS武裝分子在離辛賈爾山約45公里外的庫奇奧村莊，屠殺了80名拒絕皈依伊斯蘭教的雅茲迪人。美國軍方表示，在接收到來自庫爾德勢力的報告後，便出動兩架無人飛機，在辛賈爾山附近襲擊並摧毀了被認為屬於「伊斯蘭國」武裝分子的兩輛汽車。
8月16日，美軍戰鬥機及無人機在摩蘇爾水壩附近展開空襲。九次的空襲中共摧毀或損壞4輛裝甲運兵車(APC)，七輛武裝卡車，兩輛悍馬車和一輛裝甲車。在美軍戰鬥機支援下，伊拉克庫爾德部隊向摩蘇爾大壩附近ISIS陣地發動反攻。
8月17日，美軍繼續在摩蘇爾水壩附近展開空襲ISIL恐怖分子，空襲摧毀了ISIS三架武裝車輛，一個架車載防空砲及一個檢查站。8月18日，美軍加強空襲力度，以戰鬥機、轟炸機以及無人機在摩蘇爾水壩附近展開一共15次的空襲。摧毀了ISIS九個散兵坑、 一個檢查點、 6 架武裝車輛、一架輕型裝甲車輛及一台車載防空火砲。自8月8日起至18日為止，美國中央司令部已經進行了共68次空襲。68次空襲中有35次是用以支援摩蘇爾水壩附近的庫爾德部隊。
8月18日，庫爾德人在美軍支援下，成功奪退ISIS武裝分子，並重新奪回摩蘇爾水壩。
8月31日，伊拉克政府軍、什葉派民兵和庫爾德部隊合力，對包圍萨拉赫丁省阿莫利（Amerli）鎮的ISIS武裝份子發動反攻。美軍及伊拉克政府軍的戰機也提供支援。成功為阿莫利鎮共15000名居民解圍。當地大部分居民是什葉派土庫曼人。ISIS武裝份子自六月起便圍攻該城長達兩個月，聯合國曾擔憂過阿莫利可能發生大屠殺。
據統計，美軍自八月份以來已經先後在伊拉克北部境內展開了130次空襲行動。

### 2014年9月
9月7日，美軍加大空襲力度，首次於伊拉克西部的安巴爾省實施空襲。美國戰機在伊拉克第二大水壩哈迪塞大壩發動了四次空襲。以協助伊拉克政府軍和親政府的遜尼派武裝守護大壩免受ISIS的威脅。
9月10日，奧巴馬總統周三晚間表示，他將下令大幅度擴大針對ISIS的軍事行動，並有可對敘利亞境內發動空襲，以及向伊拉克增派近475名軍事顧問。並且會加強對打擊伊斯蘭國目標的盟國地面武裝的支持，但不包括敘利亞的阿薩德總統。但奧巴馬再三強調，行動不涉及美國作戰部隊在外國的土地上戰鬥。
在新政策下，美軍擴大空襲範圍。9月14日及15日，美軍分別在辛賈爾鎮及巴格達西南面兩處展開空襲，摧毀了ISIS的戰鬥據點，以支援伊拉克政府。
9月19日，法國在伊拉克展開首次空襲行動。兩架陣風戰鬥機在摩蘇爾附近摧毀了ISIS的補給倉庫。

9月22日凌晨，美國與中東盟友展開對敘利亞境內的ISIS目標的空襲行動。
9月27日，英国、比利时、丹麦宣布加入空袭ISIS的行动中。 
9月30日，英國戰機首次展開空襲行動。英國空軍派出了兩架龍捲風戰鬥轟炸機自塞浦路斯的基地起飛，摧毀了ISIS一個重武器陣地和一輛有武裝押運的卡車。

### 2014年10月
10月2日，ISIS攻占了位于巴格达以西160公里的希特。 
10月3日，澳大利亚内阁批准参与空袭ISIS，
10月4日，继希特以后，ISIS又攻下附近的库拜萨。 
10月9日，澳大利亚展开首次空袭行动，一架F/A-18E/F超级大黄蜂式打击战斗机投掷两枚炸弹并击中一个ISIS的设施。
10月25日，伊拉克政府军重新夺回巴格达约60公里的朱尔夫塞赫尔。同日，库尔德武装“自由斗士”在以美国为首的空中支援下夺回摩苏尔以西约70公里的祖马尔镇。

### 2014年11月及12月
11月2日，加拿大首次对伊拉克境内的“伊斯兰国”目标发起空中军事打击，两架F/A-18大黄蜂战斗攻击机空袭了ISIS位于伊拉克中部城镇费卢杰的据点，并投放了激光制导炸弹。
11月7日，4辆载有爆炸物的汽车冲入拜伊吉一个检查点，造成包含当地警察防爆专家组负责人费舍尔·扎米里少将在内的4人死亡，6人受伤。
11月9日至16日，伊拉克政府軍于9日成功推進至拜伊吉市中心，奪回控制了該鎮約50％的控制權。在14日成功奪回控制了拜伊吉鎮大部份控制權後，伊拉克政府軍向距離市中心10公里（6英里）外的煉油廠推進，并于16日最终夺回拜伊吉炼油厂。
11月18日，伊拉克安全部队在巴格达西部一个伊斯兰国武器储藏处缉获大量武器。包括500公斤爆炸物、轻型和中型武器、伊斯兰国黑色旗帜、通信设备和简易爆炸装置。这些武器是美国以空袭为掩饰通过空投提供给伊斯兰国武装分子的。起获的武器中包括价值不菲的可穿透装甲车的子弹，而通常這些武器是只能由美国提供给与五角大楼合作的伙伴。
11月20日，伊拉克安全部队与库尔德武装份子在什叶派民兵的支援下经过和伊斯兰国两天激战重新控制了在首都巴格达东北方约120公里的萨阿迪耶市。同日，有消息指伊斯兰国在摩苏尔的负责人拉德旺·塔勒布·哈姆多尼和他的司机在摩苏尔遭遇空袭身亡，不过美方则无法确定哈姆多尼是否已经死亡。
11月23日，伊拉克安全部队、库尔德武装与什叶派民兵重新控制了贾劳拉和萨阿迪耶两个城镇 
12月21日，庫爾德武裝和雅茲迪戰士在美國空襲支持下，橫掃辛賈爾山北側，成功打破伊斯蘭國對辛賈爾山五個月來的圍攻。並且向辛賈爾鎮挺進，嘗試奪回失地。

### 2015年1月至2月
2月12日，伊斯蘭國經數月的圍攻後，成功攻入位於安巴爾省的巴格達迪鎮，並威脅到類近的阿薩德空軍基地。該基地內駐守了約320位正在訓練伊拉克第7師的美國海軍陸戰隊成員。
2月13日，約20至25名伊斯蘭國武裝分子對阿薩德空軍基地進行襲擊。伊拉克安全部隊成功擊退了伊斯蘭國對基地的攻擊，且无伊拉克或美軍士兵被打死或打傷。美軍亦沒有參與槍戰。美國無人駕駛偵察機和阿帕奇攻擊直升機曾由巴格達飛往現場，但是次襲擊在他們到達前已結束，所以並沒有從事戰鬥。但基地附近的巴格達迪鎮，衝突還在持续。美國軍方於12日和13日在阿薩德基地東部約15公里發動了五次空襲。3月初，伊拉克軍隊將IS武裝從巴格達迪趕走。

### 2015年3月 第二次提克里特戰役
3月2日，伊拉克政府軍和伊朗支持的什葉派民兵向薩拉丁省發動反攻。在伊拉克空軍支援之下，2萬至3萬名伊拉克士兵和民兵從薩邁拉向北前進，往提克里特挺進。這次進攻是全省自去年六月以來最大的軍事行動。
3月8日，伊拉克政府軍逼近提克里特，並攻下提克里特市南部郊區一個名為al-Dour的小鎮，並向提克里特北面Al-Alam鎮進攻以實現對提克里特市進行南北夾擊。
3月11日，政府軍收復Al-Alam，並且攻入提克里特北區。
為了讓伊拉克部隊的推進速度放慢，伊斯蘭國武裝份子將整個提克里特地區唯一橫跨底格里斯河的橋梁炸毀。該橋梁是由東方通住提克里特的唯一通道。武裝份子在市內部處狙擊手和IED炸彈，使政府軍攻勢停滯不前。
3月25日，由於戰局進入膠着狀態，美國戰機開始對提克里特的伊斯蘭國陣地發起空襲。伊拉克官員對空襲表示歡迎，但此舉卻引起由伊朗人領導的什葉派民兵的抵制，有三個民兵團體撤出提克里特的戰場以示不滿。
3月31日，原本退出戰鬥的什葉派民兵在在總理阿巴迪的請求下又重回戰場。同時，伊拉克政府軍攻入提克里特市中心，並宣佈成功解放提克里特。薩拉赫丁省政府總部和提克里特醫院都回到政府軍手中。

### 2015年4月
自提克里特失守後，IS向安巴爾省的首府拉馬迪及拜伊吉市發動反攻。4月18日，伊拉克軍隊將IS再度趕出拜伊吉。
4月17日，伊拉克政府声称，在薩拉丁省提克里特附近的一次軍事行動中成功擊斃了時年72歲的伊扎特·易卜拉欣·杜里。随后，伊拉克什叶派武装组织“真主旅”的发言人称，死者DNA与杜里的DNA样本相符，证实了杜里之死。

### 2015年5月 拉馬迪失守
5月，省會城市拉馬迪失守。5月15日，伊斯兰国攻佔了拉馬迪市大部分市區，隨後佔領市中心的警察總部和省政府大樓。雖然美軍對拉馬迪展開七輪空襲支援，但沒助保住這座城市。17日，剩餘的伊拉克安全部隊自拉馬迪撤離。戰鬥中，約500名安保人員死亡。其後，安巴爾省省長證實了拉馬迪的失陷。

### 2015年11月 辛賈爾攻勢
2015年11月13日，庫爾德人在美國空襲支持下奪回了辛賈爾，並成功切斷IS連結拉卡與摩蘇爾的主要補給路線——47號公路。

### 2015年11月-12月 拉馬迪戰役
5月至11月期間，拉馬迪的奪回行動一度停滯不前。
11月13日，在聯軍空襲支援下，伊拉克政府軍由三方面對拉馬迪發起攻勢。11月25日，政府軍攻下位於拉馬迪西北、橫跨幼發拉底河的巴勒斯坦大橋。政府軍完成了城市的包圍圈，將拉馬迪市內IS武裝份子的通給線切斷。
12月初，政府軍北部和西部戰線取得進展，奪回了北部的Albu Farraj和Albu Ziyab，以及西部的Tamim區。政府軍又在幼發拉底河上建造浮橋，準備攻入市中心。12月22日，伊拉克安全部隊向對拉馬迪市中心發起進攻。他們經過浮橋，自北面和西面進入拉馬迪市中心，並向政府大樓推進。12月28日，政府軍攻下拉馬迪政府大樓，並升起伊拉克國旗。伊拉克政府宣布完成自伊斯蘭國手中解放拉馬迪市。

### 2016年及以後
2016年10月17日，伊拉克政府向摩蘇爾及周邊地區發起大規模攻勢。
2017年1月，伊政府軍收復摩蘇爾市東部。
2017年5月，政府軍與聯軍圍攻摩蘇爾西部舊城區，進展順利。
2017年7月9日，伊拉克總理海德爾·阿巴迪宣佈第二大城摩蘇爾全境解放。
2017年12月9日，伊拉克總理海德爾·阿巴迪宣布伊斯蘭國3年戰爭已結束，僅剩西部沙漠地帶的清剿行動。

## 國際人質遇害
2014年8月20日，伊斯蘭國在網路上公布了被指顯示一名美國記者被斬首的錄像片段，以示對美軍空襲行動的報復。受害者據報是2012年底在敘利亞被綁架的美國記者詹姆斯·福萊。9月2日，伊斯蘭國再公開另一位被俘美國記者斯蒂文·索特洛夫被斬首的影片。
9月12日，英國人質戴維·考索恩·海恩斯遭伊斯蘭國武裝分子斬首。受害者是一名英國人道救援工作者。
10月3日，第二名英国人质艾伦·亨宁（Alan Henning）被伊斯蘭國斩首，与前一名英国受害者戴維·考索恩·海恩斯一样，艾伦·亨宁也是一名英國人道救援工作者。
11月16日，第3名美国人质，人道救援工作者与前美国陆军士兵，现年26岁的彼得·卡西格被伊斯蘭國斩首。
斬殺歐美人质的蒙面劊子手操英格蘭東南部口音，後來被證實是聖戰約翰。
美國國防部在詹姆斯·福萊遇害後披露，美國總統歐巴馬曾於7月初批准美國特種作戰部隊開展秘密行動，設法營救詹姆斯·福利及其他一些被困在敘利亞當人質的美國人，但以失敗告終。約有20幾名士兵乘直升機空降至地面，由直升機和固定翼飛機在空中為其提供支援。特種部隊與武裝分子展開交火，一些伊斯蘭國的民兵被打死，沒有美國人在交火中死亡。但人質並不在目標位置，令這次營救行動因此失敗。
2015年11月19日中國大陸人質樊京輝遭到伊斯蘭國斬首，成為首位在伊拉克內戰中遇害的中華人民共和國公民。

## 人道救援
聯合國稱，2014年的叛亂至六月底已造成了超過100萬伊拉克人流離失所。同年8月，聯合國更將伊拉克局勢稱為「第三級緊急狀態」。也就是最高級別的人道主義危機。在2014年8月初，在過萬名雅茲迪教派教徒被困辛賈爾山後，國際社會開始對伊拉克難展開人道救援。
8月8日，美國以三架軍機總共向伊拉克難民空投共72包人道主義物資，共3.6萬個餐盒與3萬公升飲用水。8月10日，英國也加入空投物資的行動，首批的英國人道主義物資被空投至辛賈爾山的難民。在接下來的五日內，美國和英國一共空投了310多包的食物、水和醫療物資，包括72740公升的水（16,000加侖）和75000萬個餐盒。
8月中旬，聯合國難民署發起一項救援行動，計劃為大約50萬因伊拉克北部戰亂而逃離家園的伊拉克人提供救助。聯合國將通過空運、陸路和海運的方式，經由土耳其、約旦、阿拉伯聯合酋長國和伊朗向難民運送救援物資。聯合國難民署表示不少逃離尼尼微省的伊拉克人正寄居於庫爾德斯坦杜胡克省的親友家，然而1萬4千多人已轉往敍利亞邊境附近的Bajet-Kandela中轉營。伊拉克庫德斯坦地區現已收容30萬名國內流離失所者。難民中有不少屬於少數族裔的人士，當中包括雅茲迪族、沙巴克族、亞美尼亞族、什葉派土庫曼人以及伊拉克基督徒。聯合國難民署已向他們分發到地毯、棉被、肥皂、帳篷及其他物品。
聯合國糧食計劃署此前亦表示，他們已經在過去兩個星期向被迫離家的難民運送了超過100萬份食物。聯合國兒童基金會亦加強了對伊拉克北部雅茲迪少數民族難民的救助行動。

## 國際反應
- 联合国：聯合國安理會對伊拉克激進武裝分子的襲擊提出強烈譴責。並嚴重關切逃離家園的成千上萬伊拉克難民的命運[222]。聯合國的數據顯示，目前已有超過100萬伊拉克人流離失所。聯合國已經將此稱為「第三級緊急狀態」，也就是最高級別的人道主義危機。8月15日，聯合國安理會的會議舉行正式會議，一致通過了第2170號決議，對伊斯蘭國發言人和其他5人實施制裁，並威脅要對所有資助、招募或者向反叛分子提供武器的人實施制裁[223][224]。
- 美国：美國總統歐巴馬表示不排除美國會採取軍事行動幫助伊拉克平息叛亂[225]。美國喬治·H·W·布什號航空母艦亦被調往波斯灣海域，關注伊拉克局勢[226]。奧巴馬於2014年6月19日時，表示美國將向伊拉克增派300名軍事顧問，但亦表明美軍地面部隊並不會重返伊拉克作戰[227]。2014年8月，為因應伊拉克局勢，歐巴馬說他已授權對伊拉克北部的伊斯蘭國目標實施定點空襲，前提是該武裝對在伊的美方工作人員或設施構成威脅，並對受到伊斯蘭國威脅的伊拉克地區提供人道援助的空投。但奧巴馬再次表示，美國不會將地面部隊派回伊拉克參戰[116][228]。8月8日，美軍開始空襲伊拉克北部的伊斯蘭國武裝份子。8月9日，奧巴馬表示空襲並沒有「具體的時間表」，對伊斯蘭國的空襲行動或持續數月[121]。8月12日，美國國防部長哈格爾表示，美國增派更多軍事顧問前往伊拉克，共130多名軍事顧問已派遣前往伊拉克北部的庫德族地區。[229]
- 英国：雖然英國政府多次排除了英國參與在伊拉克軍事行動的可能性[230]，但對美國針對伊斯蘭國的空襲表示歡迎，並且會加入向難民空投緊急人道救援物資[231]。9月，英國政府立場有所轉變，卡梅倫在聯合國大會上表示英國已做凖備打擊ISIL。[232]26日，英國下議院通過了英國對在伊拉克境內的伊斯蘭國的目標展開空中軍事打擊[233]。
- 法國：2014年9月18日，法國總統奧朗德表示同意伊拉克政府的要求，將派遣將派戰機空中支援伊拉克部隊對抗伊斯蘭國。空中打擊僅限於該聖戰組織在伊拉克的陣地，並不包括伊拉克的鄰國敘利亞。奧朗德還堅持說他不會派遣法國地面部隊。法國已經在伊拉克進行偵查飛行，同時向庫德族武裝提供武器[234]。9月19日，法國在伊拉克展開首次空襲行動。[151]。
- 德国：2014年9月1日，德國表示基於國家安全利益，已決定向庫德族提供武器，以協助打擊伊斯蘭國。其中包括米蘭反坦克飛彈、HK G3自動步槍、HK G36突擊步槍、MG3通用機槍以及各類彈藥[4]。
- 伊朗：伊朗總統魯哈尼於2014年6月14日表示，伊朗已經做好凖備，幫助伊拉克政府打擊反叛軍。[235]伊朗派出了十幾名聖城軍軍官給伊拉克將領出謀劃策，並秘密地向伊拉克提供軍事裝備、供給以及其他援助[236]。7月1日，伊朗更向伊拉克提供3架Su-25攻擊機。據報這批飛機最初歸海珊政權時的伊拉克空軍所有，但在1991年海灣戰爭期間逃至伊朗[237]。
- 俄羅斯：伊拉克總理馬利基在2014年6月26日宣布向俄羅斯購買了數10架Su-25攻擊機，金額高達5億美元[238]。28日夜間，伊拉克接收了首批俄戰機。5架SU–25飛機由俄羅斯貨機運至伊拉克。俄羅斯軍事專家已抵達當地，幫忙部署新的Su–25戰機，但他們不會逗留太久。伊拉克軍方表示2、3天內這些飛機將會投入戰局[239]。10月21日，俄罗斯向伊拉克提供一批共37吨重的人道主义援助[240]。
- 叙利亚：同樣正在與伊斯蘭國交戰的敘利亞政府，於6月24日派出軍機在敘利亞與伊拉克邊境地區空襲了伊斯蘭國武裝分子。伊拉克總理努里·馬利基表示歡迎[105]。
- ：10月3日，澳洲内阁批准参与空袭伊斯蘭國[157][159]。20日，澳洲计划向伊拉克派驻约200名特种兵[241]。
- 加拿大：10月7日，加拿大国会批准对伊斯蘭國进行为期6个月的空袭[242]。22日，渥太华发生枪击事件，枪手被指与伊斯蘭國有关[243]。

## 外部連結
- 网易新闻 伊拉克内战（页面存档备份，存于）
- 新华社新闻 伊拉克内战